# نیروی موشکی استراتژیک ارتش خلق کره
نیروی موشکی استراتژیک ارتش خلق کره (انگلیسی: Korean People's Army Strategic Rocket Force) شاخه نظامی موشکی زیرمجموعه ارتش خلق کره است، که در سال ۱۹۹۹ با هدف بازدارندگی استراتژیک تأسیس شد و هم‌اکنون از ۱۳ تیپ موشکی تشکیل می‌شود.